# Actinocheita
Actinocheita é um género botânico pertencente à família Anacardiaceae.